# Amérindiens des Antilles

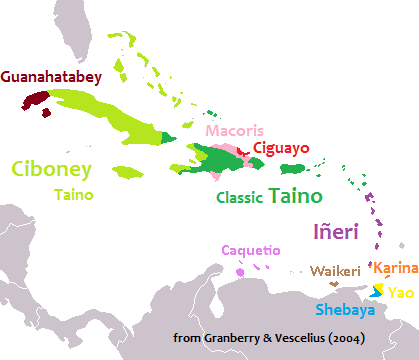
Répartition des langues amérindiennes aux Caraïbes

Les Amérindiens des Antilles sont les populations qui peuplaient cette région avant 1492 (Cultures précolombiennes), ainsi que leurs descendants. Le contact avec les Européens leur sera fatal : mise en esclavage, génocide, guerres et maladies conduisent à leur quasi-disparition vers le milieu du XVIIe siècle, leur culture et leur patrimoine génétique participant toutefois au métissage des sociétés créoles. De nos jours, la dernière communauté identifiée comme amérindienne est celle des Kalinago (Caraïbes / Karib) de la Réserve Caraïbe de l’île de la Dominique.
Les interprétations archéologiques, et en particulier sur les croyances et les modes de vie, bénéficient également des observations ethnohistoriques relatives aux amérindiens subactuels de la région amazonienne, populations qui présentent des proximités, y compris culturelles, avec les groupes préhistoriques antillais, même si ces peuples évoluent dans des environnements sensiblement différents.

## Lointaines origines

### Le premier peuplement des Grandes Antilles (paléolithique américain)
Les basses terres tropicales de l’Amérique du Sud (Venezuela notamment) sont habitées depuis au moins dix mille ans. 
Le premier peuplement des Antilles semble bien plus récent. Les sites archéologiques les plus anciens sont localisés dans les Grandes Antilles (Cuba et Hispaniola) et sont datés du IVe ou du Ve millénaire av. J.-C. On y a retrouvé quelques assemblages lithiques et de grandes lames de silex. Ils correspondraient à la présence de groupes humains paléolithiques, pratiquant la chasse, la pêche et la cueillette et maîtrisant les techniques de navigation en haute mer.
La présence de peuples précéramiques est rapportée par les premiers colons européens :
- les Calusas : installés en Floride (ils attaquent la flottille de Juan Ponce de León), probablement issus de la route de peuplement Floride-Bahamas-Cuba, ils  entretiennent longtemps un commerce régulier avec La Havane. Chassés de Floride par les Creeks, ils occuperont les keys.
- les Tekestas : chassés vers la Floride par les Arawaks, leur présence est attestée à Aïs (Cap Canaveral), à l'ouest de Cuba (appelés Guacanabibes ou Guanahabibes ou encore Guanahatebeyes) où ils sont décrits comme un peuple très fruste, vivant dans des cavernes, et à Porto Rico (où des crânes ont été retrouvés).
- les Yucayos ou Lucayos : peuple des Bahamas, ils accueillirent Christophe Colomb à Guanahani. Petits, pacifiques, ils pratiquaient un aplatissement esthétique du crâne.
- les Ciboneys : à Cuba et Haïti.

L’origine de ces peuples précéramiques est encore inconnue : ils peuvent avoir abordé Cuba par la Floride ou par l’Amérique centrale.
La réalité des peuplements précéramiques décrits par les européens dans les Grandes Antilles est une donnée contestée par certains archéologues qui suggèrent que ces descriptions des colons espagnols relateraient en fait d'anciens mythes taïnos.

### Les précéramiques (ou méso-indiens) investissent les Antilles
Probablement issus de l'intérieur du Venezuela, des groupes de chasseurs précéramiques s’installent sur le littoral vers -6000/-5000 (à la suite vraisemblablement d’une longue sécheresse consécutive à la dernière période glaciaire). Peu à peu, ils deviennent pêcheurs et ramasseurs de coquillages, polissent la pierre et les coquillages.
De nouvelles techniques de navigation auraient permis à ces méso-indiens de peupler les îles antillaises, en suivant les courants marins depuis Trinidad (présence attestée dans les Îles Vierges dès le IIIe millénaire AV JC).
Tournés vers la mer pour leur survie, ils construisent des villages sur le rivage qu'ils abandonnent quand les ressources se raréfient (les petites îles offrent des réserves limitées). Certains de ces Méso-Indiens auraient élaboré des techniques de pêche avancées, construit des maisons sur pilotis (barbacoa)…
Cet âge précéramique (antérieur à la poterie) est caractérisé par des objets façonnés en pierre taillée (âge lithique) ou polie et en coquillage (âge archaïque).
Vers 6000 avant notre ère, le niveau de la mer était environ dix-huit mètres au-dessous du niveau actuel puis des variations de températures n’ont cessé de faire varier ce niveau (trois mètres au-dessus vers 5000, deux mètres et demi au-dessous entre 3000 et 2000) jusqu’à aujourd’hui submergeant probablement certains sites, notamment dans les Petites Antilles où les plaines sont particulièrement étroites. Aussi la plupart des sites fouillés aux Petites Antilles correspondent souvent à des populations déjà établies et adaptées au milieu antillais. Le site de Jolly Beach à Antigua est un campement. D’autres sites de Pré-céramiques ont été trouvés à Aruba, en Martinique, à Niévès et aux Iles Vierges américaines. Les sites sont beaucoup plus nombreux à Porto Rico (Caño Hondo et Puerto Ferro à Vieques, Cueva Maria la Cruz, Cayo Cofresi, Maruca, Cerrillo, Cabo Rojo), à Hispaniola (Barrera-Mordan, Pedernales) et à Cuba (Seboruco, Levisa, Aguas Verdes, Playita).
Les traces les plus anciennes de présence humaine aux Antilles ont été découvertes à Trinidad sur le site de Banware Trace. Le site fut occupé entre 5100 et 3500 av. J.-C. à une époque où l’île était probablement reliée au Continent. On observe sur ce site un passage progressif d’une économie traditionnelle (consommation de racines, chasse, ramassage de coquillages) à une société de pêcheurs de plus en plus dépendants de la mer.
Les autres traces les plus anciennes ont été découvertes à l’autre extrémité de l’archipel, à Cuba : le site de Levisa (3000-2100) présente la même transformation progressive de la société. La chasse décline avec la disparition des mammifères du Pléistocène au profit des activités tournées vers la mer.
Ces premiers habitants sont vraisemblablement venus d’Amérique centrale en suivant les cayes (îles basses) qui émergent à cette période (théorie de I. Rouse). 
Une migration des Grandes Plaines d’Amérique du Nord via la Floride et les Bahamas semble peu crédible, car la Floride ne semble pas avoir été peuplée avant 2000 av. J.-C.
L’autre voie de pénétration passe par les Petites Antilles du sud depuis le Venezuela via Antigua (le site de Jolly Beach daté de -1725 est associé à cette pénétration) et se serait étendue jusqu’à Hispaniola. 
Jusqu’ici, aucune trace de présence aussi ancienne n’a été retrouvée à Porto Rico et aux Iles Vierges.
Le nombre de sites découverts à Hispaniola témoigne de l’arrivée de populations du sud à la recherche d’un environnement plus clément. 
Hispaniola semble aussi avoir été le lieu de rencontre des deux voies migratoires.  
Les premières publications sur les premiers peuples des Antilles sont l’œuvre des chercheurs nord-américains. En 1921, Harrington présente ses travaux sur un peuple qu’il nomme « Ciboney » et dont les premiers colons espagnols ont fait mention en décrivant un peuple primitif habitant les grottes des zones les plus reculées de Cuba et Hispaniola. 
Les travaux de Harrington sont poursuivis par Cornelius Osgood et surtout Irving Rouse dans les années 1930-40 : ils soulignent la présence de gouges en lambis, caractéristiques des sites Pré-Céramiques.
Mais si les Grandes Antilles ont incontestablement connu un âge primitif, le fait se discute encore pour les Petites Antilles. 
Le site de Norman Estate à Saint-Martin est daté entre 2400 et 1900 av. J.-C. C’est le seul site méso-indien recensé dans les Petites Antilles et donc le plus ancien. C’est sur un terrain plat et marécageux entre 2 étangs (Etang de Chevrise et Etang de Grand-Case). Chaque étang est séparé de la mer par un cordon littoral sableux. 
Les fouilles ont révélé une industrie de galets et d’éclats de silex (outils tranchants) importés du Continent, d’Hispaniola ou d’Antigua. Les artefacts en coquillage, comme des gouges ou ciseaux à bois en lambi (servant à fabriquer les pirogues) sont nombreux. Les restes alimentaires montrent la consommation de nombreux coquillages et de poissons pêchés (avec probablement des bateaux en bois) de préférence dans les mangroves et zones de récifs. 
Mais il ne reste aucune trace d’habitat : sans doute occupaient-ils des abris provisoires construits avec des branches. Il ne s’agissait donc peut-être que d’une occupation occasionnelle de ces îles.
On touche là à plusieurs grandes énigmes de l’archéologie précolombienne des Petites Antilles :
- D’où provenaient ces populations : du Sud ou du Nord-Ouest ?
- Évoluèrent-elles sur place ? Furent-elles éliminées ou se mélangèrent-elles avec les populations céramiques ultérieures ?

## L'occupation des Antilles par les arawaks
Au IIe millénaire av. J.-C., l’agriculture apparaît dans le Bassin de l’Orénoque avec la culture des tubercules et notamment du manioc. Cette « invention » ouvre la longue période du Néolithique américain qui s’accompagne de l’apparition de céramiques du style saladoïde.
Il convient de rappeler que la caractéristique « saladoïde » identifie une technique et une culture céramiques et non un peuple, encore moins une communauté ethnique. Des ethnies différentes pouvaient en effet partager une même culture ou échanger leurs éléments culturels.
Mais archéologues et ethno-historiens s’accordent sur le fait que les populations qui ont peuplé l’espace antillais à partir du IVe siècle av. J.-C. étaient de souche culturelle arawak.

### L’origine du peuplement céramique
Vers –1000, les igneris (peuplade arawak) franchissent le delta de l'Orénoque et atteignent la côte nord du Venezuela où ils apprennent les techniques de navigation au contact des Méso-Indiens (sur de grandes pirogues).
Suivant la « voie de pénétration trinidadienne », les arawaks occupent peu à peu les Antilles entre 560 et 300 av. J.-C. à bord de grandes pirogues pouvant contenir jusqu’à une centaine de personnes.
Forts de leur supériorité culturelle, ils repoussent les Méso-Indiens ou plus généralement les assimilent : les hommes sont massacrés alors que les femmes et les enfants sont conservés. Cette pratique fréquente explique l'exceptionnelle homogénéité biologique rencontrée chez les Amérindiens.

### L’aire culturellesaladoïde
Du Sud au Nord de l’archipel, elle est remarquablement homogène (jusqu’au VIIe siècle).
La présence de populations saladoïdes est attestée à Trinidad (site de Cedros), à Saint-Martin (site de Hope Estate vers -560 ou -200 à 450), à la Grenade (site de Black Point vers -200) puis en Guadeloupe (Morel I ; Grotte de Morne-Rita) et à Porto Rico, puis le peuplement semble s'intensifier au début de l'ère chrétienne. 
L’expansion de la culture saladoïde semble liée à l’existence de communautés structurées et organisées qui établissent leur emprise sur toutes les îles. Les échanges inter-îles sont nombreux ainsi qu’avec le Continent (circulation d’objets de prestige, représentations iconographiques d’animaux continentaux) . 
L’hypothèse d’une institution sociopolitique et idéologique forte expliquerait l’homogénéité attestée de la culture saladoïde dans l’espace et le temps ainsi que la qualité artistique de ses productions.

### Les premiers agriculteurs ou «horticulteurs»
Les arawaks introduisent aux Antilles l'agriculture sur brûlis et la culture du manioc (qui fournit l’essentiel de la subsistance avec la chasse et la pêche). C’est le début de la vie sédentaire en villages de carbets aux Antilles.

### Tentative de présentation
- "Archaïque ancien" (6500-4000 AEC)
- Culture casimiroïde, premier peuple caribéen hypothétique (4000-2000 AEC), sans doute originaire du bassin de l'Orénoque
- Culture ortiroïde, premier peuple caribéen connu (2000 AEC), sans doute originaire du bassin de l'Orénoque
- Culture saladoïde (de 500 AEC à 600/800)
  - Culture de l’Hacienda Grande (en) (Porto-Rico, 250 AEC - 300)
  - Prosperity culture (1–300 ),
  - Coral Bay-Longford culture (350–550),
  - Cuevas culture (400–600)
- Culture post-saladoïde ancien (700/800-1100/1200), cultures céramiques ostionoïde, troumassoïde
- Culture post-saladoïde récent (1100/1200-1500), culture céramique suazoïde

## Langues arawakiennes caribéennes/antillaises

Répartition des langues arawakiennes

Les langues arawakiennes insulaires sont désignées Ta-arawakan ou Ta-maipurean ou Caribean. 
L'histoire des expansions et implantations restent mal déterminées.
Une classification provisoire serait :
- Araikú, Waraikú (en)
- Arawak (lokono) (Antilles + Guyane/Guyana/Suriname)
- Baré (langue), Barawana, Marawa (Orénoque, Amazonie)
- Caquetío(langue) (en) (Venezuela, Aruba, Bonaire, Curaçao)
- Kalinago (langue) (en), igneri, iñeri, inyeri, kalíphona  (Îles du Vent (Antilles) (Guadeloupe..Grenade))
  - Garifuna (langue) (Belize, Guatemala, Honduras, Roatán, Nicaragua...)
- Shabayo (langue) (en) (Venezuela, Trinité)
- Taïno (langue) (Grandes Antilles)
  - lucayo (des Lucayens (Bahamas), taïno principal, taïno oriental.

### Vidéographie
- « Un pays où les gens vivent nus » [vidéo], sur ina.fr, France Régions 3 Toulouse (émission Les Indiens d'Amérique), 8 avril 1976